# アゴンネットワーク

アゴンネットワークは、阿含宗の行事に使われる最新の中継システム。
現在は毎月の阿含宗の例祭護摩法要、朔日縁起宝生護摩法要、各種イベントの中継に使われているシステムである。
状況に応じて衛星中継とテレビ会議システムが組み合わされて使われる場合もある。

## 主な活用内容
- 阿含宗朔日縁起宝生護摩：衛星中継
- 阿含宗冥徳祭：アゴンネットワーク
- 阿含宗例祭：アゴンネットワーク
- 阿含宗フォーラム：アゴンネットワーク新システム
- 阿含宗万燈会：アゴンネットワーク
- 阿含宗お彼岸法要：アゴンネットワーク新システム